# براكسيديك (قمر)
براكسيديك (بالإنجليزية: Praxidike)‏ الذي كان يعرف أيضاً باسم المشتري السابع والعشرين (بالإنجليزية: Jupiter XXVII)‏ هو قمر غير نظامي يتحرك بحركة تراجعية تابع لكوكب المشتري. وقد اكتشفه فريق من علماء الفلك من جامعة هاواي بقيادة سكوت شيبارد عام 2000 للميلاد،  وقد تمت تسميته مؤقتاً حينذاك S/2000 J 7.
يدور براكسيديك حول المشتري على مسافة متوسطة تبلغ 20824 ميجا متر في 613،904 يوماً، وعلى زاوية ميلان مقدارها 144 درجة إلى مسار الشمس (° 143 إلى خط استواء المشتري) في حركة تراجعية مع وجود انحراف يبلغ مقداره 0،1840.

## التسمية
تمت تسميته في أغسطس 2003 نسبة إلى  براكسيديك، الآلهة اليونانية المختصة بالعقاب.

## انتماؤه
ينتمي هذا القمر إلى مجموعة أنانك التي يعتقد أنها بقايا تفكك كويكب شمسي. يبلغ قطره حسب التقديرات 7 كم، حيث أن براكسيديك هو ثاني أكبر قمر في المجموعة بعد القمر أنانك و(يفترض البياض الخاص به 0.04).
يظهر هذا القمر بلون رمادي (لون مؤشرات بي = 0،77، رف = 0.34)، ويعتبر ضمن الكويكبات النموذجية من نوع سي (بالإنجليزية: C-type asteroid)‏.

## وصلات خارجية
- صفحات دايفيد جويت
- صفحات سكوت شيبارد